# Łopatyn (hromada)
Łopatyn – hromada na Ukrainie, obwodzie lwowskim, rejonie szeptykci (w latach 2020-2024 w rejonie czerwonogrodzkim) z siedzibą w Łopatynie. Powstała ona w ramach decentralizacji na Ukrainie. Hromada graniczy z obwodem wołyńskim.

## Skład
W skład hromady wchodzi 1 osiedle typu miejskiego:
- Łopatyn

oraz 27 wsi:
- Adamówka
- Baryłów
- Batyjów
- Bebechy
- Berezówka
- Chmielno
- Hrycowola
- Korczówka
- Kulików
- Kustyn
- Majdan Stary
- Mikołajów
- Niwice
- Nowostawce
- Podmanastyrek
- Pustelniki
- Romanówka
- Rudenko
- Smarzów
- Sterkowce
- Strzemilcze
- Szczurowice
- Trójca
- Uwin
- Wolica Baryłowa
- Zahatka
- Zawidcze[3]